# Немецкий угол

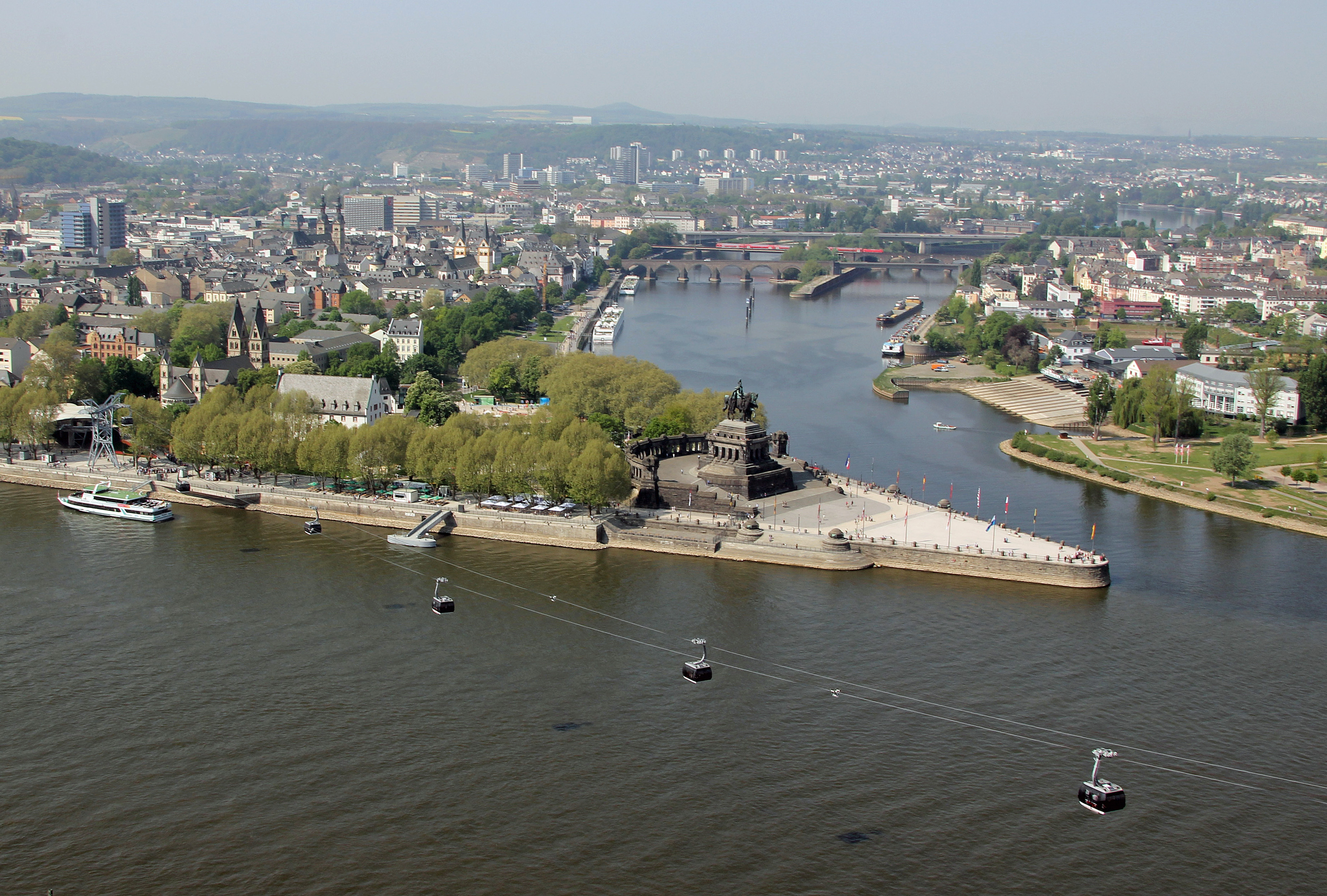
Устье Мозеля и Немецкий угол. Вид с крепости. Эренбрайтштайн. С левого края видна церковь святого Кастора и Дом тевтонских рыцарей.

«Немецкий угол» (Дойчес-Экк, нем. Deutsches Eck) — название косы в месте впадения Мозеля в Рейн в Кобленце. В 1897 году на этой косе была возведена монументальная конная статуя кайзера Вильгельма I. Постамент статуи с 1953 по 1990 годы носил название «Мемориала германского единства».

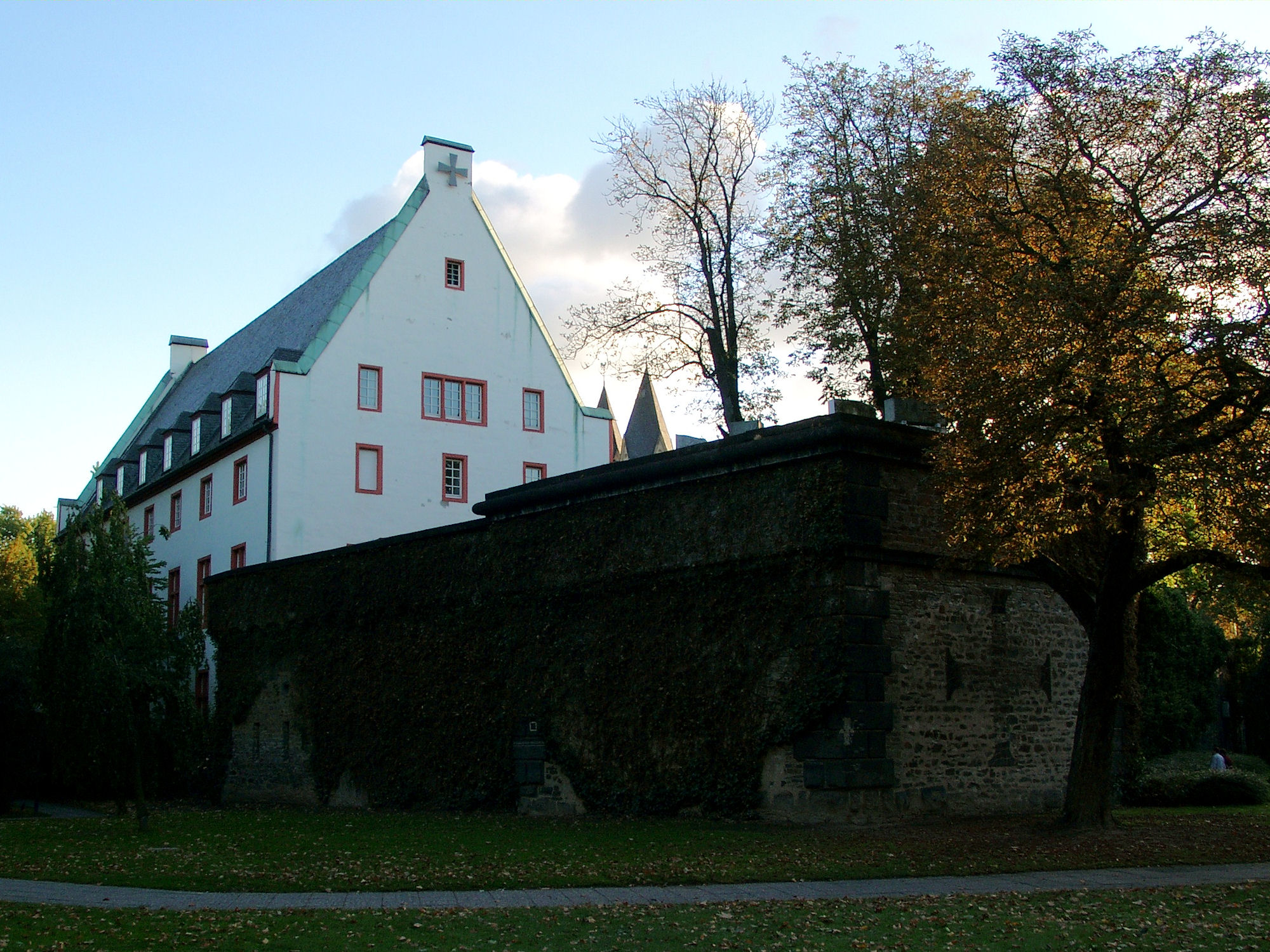
«Настоящий» Немецкий угол — Дом тевтонских рыцарей с крестом Тевтонского ордена

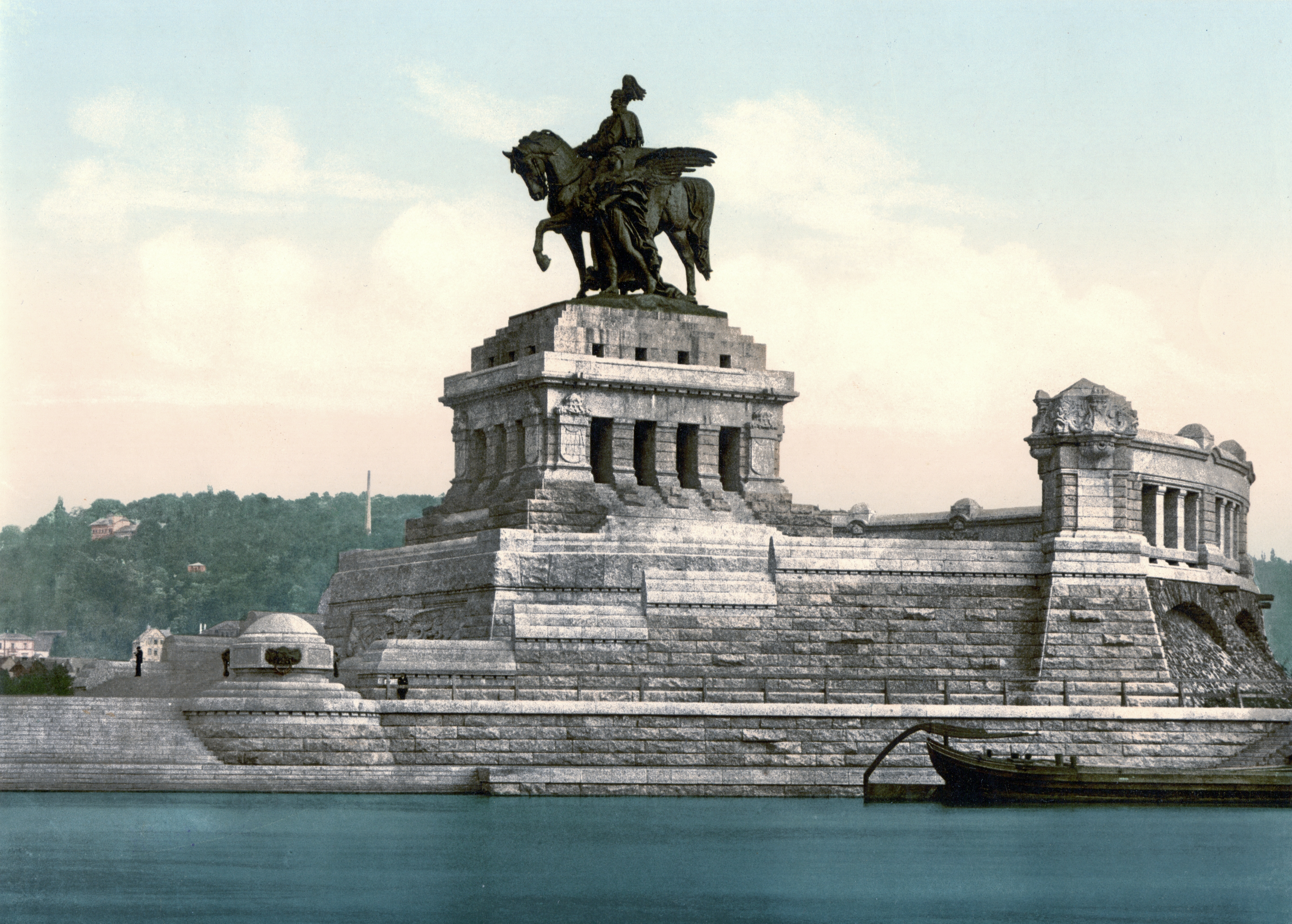
Памятник кайзеру Вильгельму I. Ок. 1900

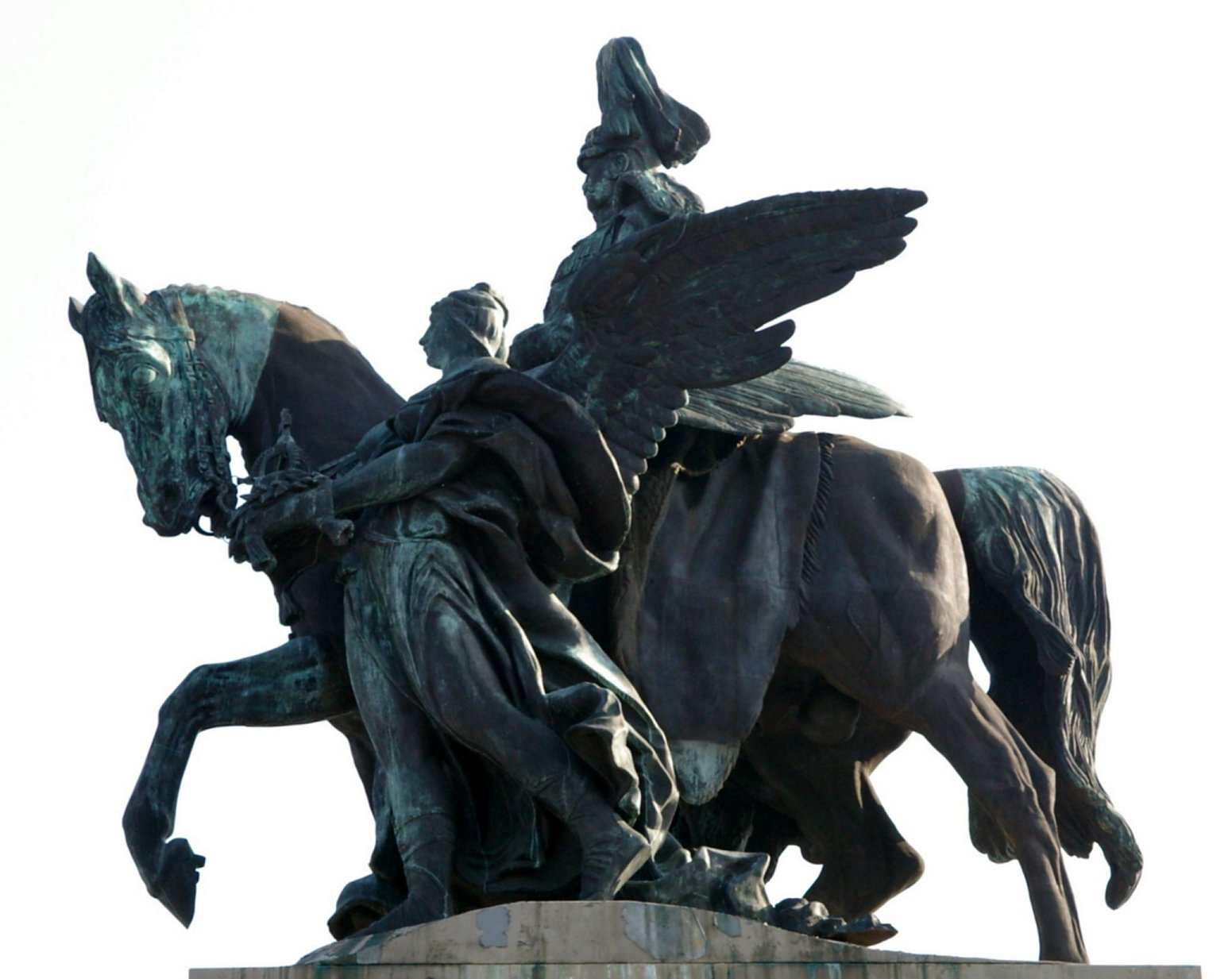
Конная статуя Вильгельма I 1993 года

## Название
Чтобы наладить в своей епархии врачебное дело, в 1216 году архиепископ Теодорих фон Вид призвал в Кобленц рыцарей Тевтонского ордена и подарил им часть территории церкви св. Кастора вместе с прилегающей к ней больницей св. Николая. Вскоре Тевтонский орден возвёл в устье Мозеля Дом тевтонских рыцарей (нем. Deutschherrenhaus), где размещалось местное правление ордена, подчинявшееся напрямую магистру ордена. Изначально название «Немецкий угол» означало «Тевтонский угол» (по-немецки «Тевтонский орден» — «Немецкий орден»).

## Памятник кайзеру Вильгельму I
В 1888 году, спустя несколько недель после смерти кайзера Вильгельма I в государственных и общественных кругах распространилась идея возвести памятник кайзеру в благодарность за завоёванное в трёх войнах (1864, 1866, 1871) объединение Германии. Решение о месте размещения памятника в Кобленце было принято новым кайзером — Вильгельмом II. Памятник, созданный на народные деньги, был торжественно открыт в присутствии кайзера Вильгельма II 31 августа 1897 года. Вскоре название «Немецкий угол» переместилось в народном сознании с Дома тевтонских рыцарей на новый памятник.
Высота памятника составляет 37 м, высота самой статуи — 14 м. Проект памятника выполнил архитектор Бруно Шмиц, известный памятником Вильгельму I в Порта-Вестфалике и Памятником Битве народов в Лейпциге. Конная статуя была выполнена скульптором Эмилем Хундризером. Кайзер был изображён в генеральской форме с развевающимся кителем. Вильгельм управлял конём, держа на руке подушку с возлежащей на ней императорской короной. Фасад памятника украшает рельеф с изображением имперского орла, схвативший змею. Над ним крупными буквами высечена надпись «Вильгельм Великий» — так и неприжившийся несмотря на все усилия внука титул Вильгельма I. В верхней части постамента увековечены две последние строки кобленцского поэта Макса фон Шенкендорфа.
Незадолго до окончания Второй мировой войны, 16 марта 1945 года конная статуя получила серьёзные повреждения от попадания американского артиллерийского снаряда. По неподтверждённой версии, выраженной руководителем Музея Среднего Рейна, уничтожения памятника потребовал генерал Эйзенхауэр, опасаясь особо яростного сопротивления немцев в укреплённом районе на рейнской косе. Искалеченная статуя оторвалась от постамента и повисла над Рейном. Медные детали стали постепенно исчезать, и вскоре остатки скульптуры были демонтированы и отправлены на переплавку. Несмотря на это впоследствии были обнаружены отдельные части скульптуры, в частности, голова кайзера, которая сейчас хранится в Среднерейнском музее в Кобленце.
Французские оккупационные власти планировали демонтировать сохранившийся постамент и возвести на его месте «Памятник миру и взаимопониманию народов». Планы не были реализованы из-за нехватки средств. 18 мая 1953 года постамент памятника был объявлен федеральным президентом Теодором Хойсом «Мемориалом германского единства». Единство Германии символизировали украсившие постамент гербы всех немецких земель, а также утерянных после войны восточных территорий — Силезии и Восточной Пруссии. Спустя четыре года здесь появился и герб Саара. Вместо скульптуры на постамент был водружён флаг ФРГ. После падения Берлинской стены рядом с памятником были выставлены три обломка бетонной стены. В День германского единства, 3 октября 1990 года ряд гербов пополнили новые федеральные земли.

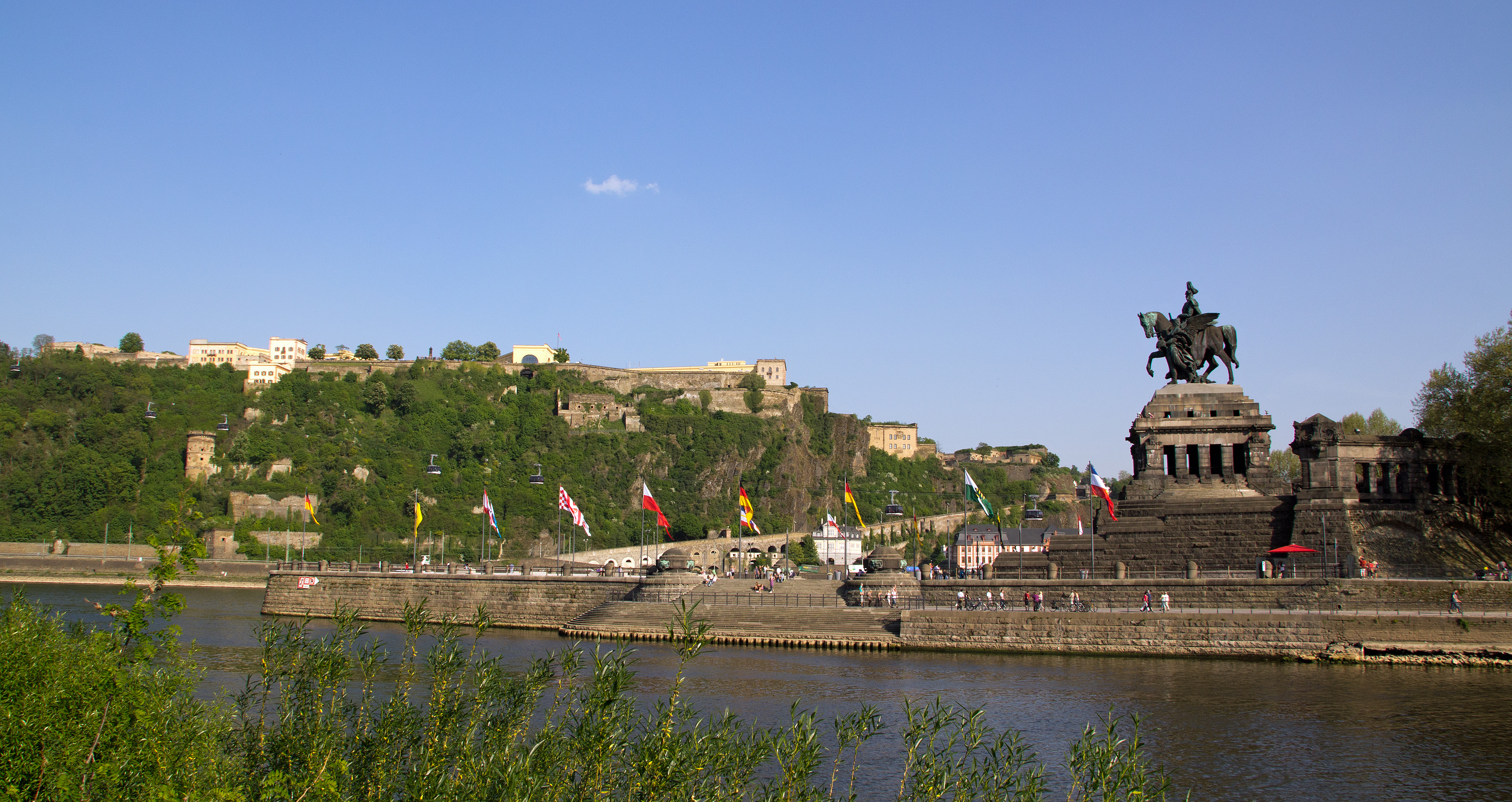
Немецкий угол в Кобленце. На переднем плане река Мозель, на заднем плане — крепость Эренбрайтштайн на правом берегу Рейна

После объединения Германии мемориал германского единства потерял своё значение. Конец дискуссиям о новом оформлении Немецкого угла положили издатель доктор Вернер Тайзен и его супруга Аннелиза, взявшие на себя расходы по восстановлению конной статуи. Воссоздание скульптурной композиции было поручено дюссельдорфскому скульптору Раймунду Китлю. В отличие от оригинала новая статуя была отлита из стойкого бронзового сплава. Торжественное открытие памятника состоялось 25 сентября 1992 года. О «Мемориале германского единства» напоминают теперь лишь обломки Берлинской стены, которые согласно бронзовой табличке посвящаются «Жертвам раздела страны (17 июня 1953 года — 9 ноября 1989 года)»
C 2002 года Немецкий угол включён в список Всемирного культурного наследия человечества.